# Lioptilodes albistriolatus
Lioptilodes albistriolatus là một loài bướm đêm thuộc họ Pterophoridae. In Nam Mỹ và Trung Mỹ nó được ghi nhận ở Argentina, Brasil, Chile, Costa Rica, Cuba, Ecuador, Guatemala, Paraguay, Peru và Puerto Rico. Nó cũng hiện diện ở Bắc Mỹ nơi nó có mặt ở México, California, Texas, New Mexico và Arizona. Nó được du nhập vào Hawaii.
Sải cánh dài 15–20 mm. Độ đậm và màu đốm khác nhau. Con trưởng thành bay vào tháng 1, tháng 2, tháng 3, tháng 5, tháng 6, tháng 8, tháng 11
and tháng 12.
Ấu trùng ăn các loài Asteraceae, bao gồm Erigeron maximus, Erigeron strigosus, Conyza bonariensis, Conyza primulifolia, Conyza canadensis, Diplostephium ericoides, Baccharis salicifolia, Baccharis trinervis, Baccharis discolor, Baccharis serratula, Senecio pinnatus, Minasia khác nhau, Noticastrum decumbens, Symphyotrichum elliottii, Symphyotrichum subulatus và Solidago odora.